# ウェスタン・ウォール:ザ・ツーソン・セッションズ
| 専門評論家によるレビュー           | 専門評論家によるレビュー |
| レビュー・スコア                   | レビュー・スコア         |
| 出典                               | 評価                     |
| ---------------------------------- | ------------------------ |
| オールミュージック                 | [ 1 ]                    |
| The A.V. Club                      | (favorable)              |
| エンターテイメント・ウィークリー   | A−                       |
| ロサンゼルス・タイムズ             | [ 4 ]                    |
| ピープル                           | (favorable)              |
| Q                                  | [ 6 ]                    |
| Robert Christgau                   | [ 7 ]                    |
| ローリングストーン・アルバムガイド | [ 8 ]                    |

『ウェスタン・ウォール：ザ・ツーソン・セッションズ』(Western Wall: The Tucson Sessions)は、以前、ドリー・パートンとともに3人で2枚のアルバムを制作したシンガー、ソングライター・プロデューサーのリンダ・ロンシュタットと、シンガー、ソングライター、ギタリストのエミルー・ハリスが、2人で作成した1999年のデュエットアルバム。 
このアルバムは好評を博し、年末のトップ10リストに数えられた。アリゾナ州ツーソンのアリゾナ・インで録音された。 
このアルバムは『ビルボード』誌のカントリーアルバムチャートで6位に上り、ビルボードのメインのチャートでも73を記録した。 2人のアーティストは1999年後半にディスクをサポートするコンサートツアーを行った。 このアルバムいくつかのグラミー賞にノミネートされ、2016年12月の時点でアメリカ合衆国で223,255枚を売り上げた。 

## トラックリスト
| #         | タイトル                                                                | 作詞  | 作曲・編曲 | 時間 |
| --------- | ----------------------------------------------------------------------- | ----- | ---------- | ---- |
| 1.        | 「Loving the Highway Man」(Andy Prieboy)                                |       |            | 3:30 |
| 2.        | 「Raise the Dead」(Emmylou Harris)                                      |       |            | 3:18 |
| 3.        | 「For a Dancer」(Jackson Browne)                                        |       |            | 4:43 |
| 4.        | 「Western Wall」(Rosanne Cash)                                          |       |            | 4:43 |
| 5.        | 「1917」(David Olney)                                                   |       |            | 5:24 |
| 6.        | 「He Was Mine」(Paul Kennerley)                                         |       |            | 3:19 |
| 7.        | 「Sweet Spot」(Emmylou Harris, Jill Cunniff)                            |       |            | 3:34 |
| 8.        | 「Sisters of Mercy」(Leonard Cohen)                                     |       |            | 3:58 |
| 9.        | 「Falling Down」(Patty Griffin)                                         |       |            | 3:15 |
| 10.       | 「Valerie」(Patti Scialfa)                                              |       |            | 4:04 |
| 11.       | 「This Is to Mother You」(Sinéad O'Connor)                              |       |            | 3:16 |
| 12.       | 「All I Left Behind」(Emmylou Harris, Kate McGarrigle, Anna McGarrigle) |       |            | 3:23 |
| 13.       | 「Across the Border」(Bruce Springsteen)                                |       |            | 6:20 |
| 合計時間: | 合計時間:                                                               | 52:47 |            |      |

## パーソネル
- リンダ・ロンシュタット –ボーカル、バックグラウンドボーカル
- エミルー・ハリス –ボーカル、アコースティックギター、エレクトリックギター、バックグラウンドボーカル
- ニール・ヤング –ハーモニカ、バックグラウンドボーカル
- アンディ・フェアウェザー・ロウ –ベースギター、エレキギター、バックグラウンドボーカル
- イーサン・ジョンズ –ダルシマー、シンセサイザー、アコースティックギター、ギター、パーカッション、ドラム、エレキギター、スライドギター、マンドセロ、スペインギター、シンセサイザーベース、オプティガン
- ポール・ウィケンズ –アコーディオン
- ポール・ケナーリー –エレクトリックギター、バックグラウンドボーカル
- バーニー・レドン –アコースティックギター、マンドリン、ベースギター、エレキギター、ギタロン、マンドチェロ、6弦ベース、シンセサイザーベース、ギター（12弦エレクトリック）
- グレッグ・ライズ –アコースティックギター、マンドリン、ペダルスチールギター、ベースギター、エレキギター、バックグラウンドボーカル、マンドラ、マンドチェロ、ワイセンボーン
- アンナ・マクギャリグル –バックグラウンドボーカル
- ヘレン・ワトソン –バックグラウンドボーカル
- ケイト・マクギャリグル –バックグラウンドボーカル
- マイケル・ブリーン –シンバル、ベースギター
- サマンサ・ロウ –チェロ

### プロダクション
- グリン・ジョンズ –プロデューサー、エンジニア
- ジョージ・マッセンバーグ –エンジニア

## チャートでのパフォーマンス
| チャート（1999）                                   | 最高位 |
| -------------------------------------------------- | ------ |
| アメリカ合衆国 ビルボード トップカントリーアルバム | 6      |
| アメリカ合衆国 ビルボード Billboard 200            | 73     |